# Wodonga
Wodonga är en ort i Australien. Den ligger i kommunen Wodonga och delstaten Victoria, omkring 250 kilometer nordost om delstatshuvudstaden Melbourne.
Närmaste större samhälle är Albury, nära Wodonga. 
Trakten runt Wodonga består till största delen av jordbruksmark. Runt Wodonga är det ganska tätbefolkat, med 80 invånare per kvadratkilometer. Genomsnittlig årsnederbörd är 1 200 millimeter. Den regnigaste månaden är juli, med i genomsnitt 153 mm nederbörd, och den torraste är november, med 53 mm nederbörd.